# Párizs-Sorbonne Egyetem
A Párizs-Sorbonne Egyetem (más néven Párizs IV, franciául Paris IV vagy Université Paris-Sorbonne) állami kutatóegyetem volt Franciaországban 1971 és 2017 között.
Egyike volt a Párizsi Egyetem Sorbonne néven is ismert bölcsészkara örököseinek. Elődje az 1968 májusában kitört franciaországi zavargásokhoz kapcsolódó diáktüntetések nyomán szűnt meg. A Párizs-Sorbonne egyetem így a Sorbonne örököse volt, és a bölcsésztudományok képezték a fő profilját. A Sorbonne Egyetem csoport tagja volt, míg 2018. január 1-ei hatállyal beolvadt a Sorbonne Egyetembe.
Mintegy 24 ezer diákja volt, 20 művészetekre, humántudományokra és nyelvekre szakosodott tanszékkel, amelyek 12 campusban működtek Párizsban. A campusok közül hét a történelmi Latin Negyedben volt, és közéjük tartozott a régi Sorbonne épület is. Három további campus volt Le Marais-ban, Malesherbes-ben és Clignancourtban. Hozzá tartozott a híres újságíróiskola, a CELSA Paris is, Neuilly-sur-Seine külvárosban.

## Fordítás
Ez a szócikk részben vagy egészben  a   Paris-Sorbonne University című angol Wikipédia-szócikk ezen változatának fordításán alapul.  Az eredeti cikk szerkesztőit annak laptörténete sorolja fel. Ez a jelzés csupán a megfogalmazás eredetét és a szerzői jogokat jelzi, nem szolgál a cikkben szereplő információk forrásmegjelöléseként.

## Külső hivatkozás
- Örököse, a Sorbonne honlapja